# 骡 (虚构人物)
“骡”是艾萨克·阿西莫夫科幻小说基地系列中出现的一个人物，被描写为拥有控制他人情感的强大心智力量，同时也是银河系最伟大的征服者之一。他的存在破坏了哈里·谢顿（同为小说人物）为心理史学定下的“研究对象的随机性和自发性”的前提，直接威胁了谢顿计划的有效性。小说中写到他是罕见的变异人类个体，无法生育后代，所以自称为“骡”。

## 生平
他通过心智转换的方法来完成对一个星球的征服。他首先将一个星际海盗团体进行了心智转换，使他们效忠于他。他先后征服了卡尔根王国（Kalgan）和基地，最后建立了一个短命的“世界联盟”，自封为“联盟第一公民”，并将卡尔根作为首都行星。在征服基地及其贸易联邦的时期以及此后很长一段时间，没人真正见过骡，也没人知道他长什么样子。
在蛮荒的旧帝国末期，基地是全银河系唯一的核技术提供者。征服基地之后，骡利用基地的核武器迅速征服了周边蛮荒地区，旧帝国的疆域退缩到仅新川陀周边一小块地方。
从骡征服基地到建立世界联盟仅用了五年时间，之后他突然停止扩张，花了五年的时间巩固政权。其主要原因是骡十分畏惧第二基地，因为传说中的第二基地致力于消除像骡这样拥有强大心智力量的个体对谢顿计划的影响。根据哈里·谢顿的提示，相对于第一基地坐落于银河系最边缘的端点星，第二基地位于“群星的尽头”。但在哈里·谢顿去世后，第二基地的具体位置就无人知晓了。在五年的政权的巩固期内，骡一次又一次的组织远征队，搜寻第二基地的下落。
骡的最后一次搜寻第二基地的努力几近成功，但在最后第二基地成员成功的转换了骡的心智，使其成为没有野心完全无害的个体，对谢顿计划失去威胁。

## 个人特征
他是一个罕见的变异人类个体，无法生育后代，所以被称为“骡”。在他死后，没有子嗣继承他的帝位，所以他的“世界联盟”很快就分崩离析了。
在《第二基地》中，由于健康恶化，他在30多岁时就去世了。
骡的面容丑恶，这让他在幼时倍受欺负和歧视。在他20多岁的时候他得知自己拥有强大的心智力量，遂起报复心理，要为童年的遭遇向全银河系的人类报仇。
骡是《基地与帝国》和《第二基地》的中心人物。在《基地边缘》中提到骡出生于盖亚。在盖亚，拥有心智力量的人会被向善良的方向培养，而骡却走上了歧途。

## 现实评论
在自传《Autobiographies of Isaac Asimov》中，阿西莫夫说他将一位二战时期费城海军基地一位朋友作为骡的外貌原型。由于整个基地系列是以罗马帝国的興亡为藍本，骡对应的历史人物應該是匈王阿提拉或查理大帝，还有罗马皇帝奥古斯都。